# ダークネス (2016年の映画)
『ダークネス』（原題:The Darkness）は2016年に公開されたアメリカ合衆国のホラー映画である。監督はグレッグ・マクリーン、主演はケヴィン・ベーコンが務めた。なお、本作のストーリーはマクリーン監督が人伝に聞いた実際の出来事を元にしたものである。
本作は日本国内で劇場公開されなかったが、2017年6月21日にDVDが発売された。

## ストーリー
ピーター・テイラーは家族と一緒にグランドキャニオンを旅行していた。散策中、マイケルは小さな洞窟の中に入り、その中で謎の文様が描かれた黒い石を発見し、それを誰にも言わずに持ち帰った。
帰宅後、家の中で怪奇現象―勝手に水道の蛇口が開いたり、浴室の鏡に複数の手形が付けられたりするなど―が発生するようになった。マイケルはそれらがジェニーの仕業であると主張したが、ピーターたちは彼の話をまともに受け取らなかった。数日後、ブロニーはステファニーが吐き気に悩まされていることを知り、娘を病院に連れて行くことにした。その際、ブロニーはマイケルを実家に預けた。ブロニーの母親はマイケルが飼い猫を殺そうとしている現場に遭遇し、それをピーターに言いつけたが、ピーターはその話を信じようとはしなかった。
ブロニーは自宅で発生する怪奇現象の原因を突き止めるべく、色々調べた結果、アナサジ族についての情報に辿り着いた。アナサジ族の信仰では、悪魔は洞窟の中にある石に封印されており、その石を持ちだした場合、悪魔はカラスやヘビの姿で人間の前に現れるのだという。悪魔は幼い子供に憑依し、彼/彼女らを自分たちの世界に連れて行くために「ダークネス」と呼ばれる出来事を引き起こすとされていた。悪魔を追い払う唯一の方法は石を元の場所に戻すことだった。ステファニーはアナサジ族の伝承について必死で説明したが、ピーターは「そんな迷信を信じるのか」と呆れるだけだった。しかし、一家を襲う怪奇現象はさらに激しさを増していき、ついには、ピーターも悪魔の存在を信じざるを得ない状況に追い込まれた。

## キャスト
※括弧内は日本語吹替
- ピーター・テイラー - ケヴィン・ベーコン（安原義人）
- ブロニー・テイラー - ラダ・ミッチェル（八十川真由野）

ピーターの妻。
- マイケル・テイラー - ダヴィード・マズーズ（宇山玲加）

ピーターの息子で自閉症を抱えている。
- ステファニー・テイラー - ルーシー・フライ（英語版）（あんどうさくら）

ピーターの娘。
- ゲイリー・カーター - マット・ウォルシュ
- ジョイ・カーター - ジェニファー・モリソン
- ウェンディ・リチャーズ - ミンナ・ウェン
- アンドリュー・カーター - パーカー・マック（英語版）
- サミー・レヴィン - トリアン・ロング＝スミス
- サイモン・リチャーズ - ポール・ライザー（辻親八）
- グロリア・オルテガ - イルザ・ロザリオ
- カット - タラ・リン・バー
- トリッシュ - ジュディス・マッコネル（英語版）
- ターシャ - クリスタ・マリー・ユー（英語版）
- テレサ・モラレス - アルマ・マルティネス（英語版）
- H・クインラン - A・J・タネン

## 製作
2014年2月25日、ケヴィン・ベーコンとラダ・ミッチェルが映画『6 Miranda Drive』に出演することになったと報じられた。4月11日、ダヴィード・マズーズの出演が決まった。5月、ミンナ・ウェン、ルーシー・フライ、トリアン・ロング＝スミス、マット・ウォルシュ、パーカー・マック、ジェニファー・モリソンがキャスト入りした。

### 撮影・音楽
2014年4月、本作の主要撮影がカリフォルニア州ロサンゼルスで始まった。6月2日、ジョニー・クリメックが本作で使用される楽曲を手掛けるとの報道があった。

## マーケティング・興行収入
2016年2月12日、本作のオフィシャル・トレイラーが公開された。その際、本作のタイトルが『6 Miranda Drive』から『The Darkness』へと変更された。3月10日、本作のオフィシャル・トレイラー第2弾が公開された。
本作は『マネーモンスター』と同じ週に封切られ、公開初週末に430万ドル前後を稼ぎ出すと予想されていたが、その予想は的中した。2016年5月13日、本作は全米1755館で公開され、公開初週末に495万ドルを稼ぎ出し、週末興行収入ランキング初登場4位となった。

## 評価
本作は批評家から酷評されている。映画批評集積サイトのRotten Tomatoesには32件のレビューがあり、批評家支持率は3%、平均点は10点満点で2.76点となっている。サイト側による批評家の見解の要約は「『ダークネス』はホラー映画お馴染みの要素に依存しており、しかも、その使い方も上手くない。全く怖くないホラー映画である。」となっている。また、Metacriticには10件のレビューがあり、加重平均値は27/100となっている。なお、本作のCinemaScoreはCとなっている。